# Pellio Intelvi
Pellio Intelvi (Pei in dialetto comasco, AFI: /ˈpej/) è un municipio del comune italiano di Alta Valle Intelvi.
Fino al 31 dicembre 2016 ha costituito un comune autonomo. Vi nacquero l'architetto barocco Carlo Lurago, attivo principalmente a Praga e Passavia, e lo scultore Ercole Ferrata, operante a Roma e a Napoli.

## Storia
Il ritrovamento, su alcuni massi in località Pian delle Noci, di alcune coppelle lascia supporre la presenza umana già durante la preistoria. Di epoca pre-romana è una necropoli riportata alla luce nei pressi del campo sportivo di Pellio Superiore. Al periodo ottoniano risalgono invece i resti di una fortificazione trovati non lontano dalla chiesa di San Giorgio.
Schierato dalla parte di Como durante la guerra decennale, il paese di Pellio fu un feudo dapprima dei Camozzi, poi dei Rusca (XV secolo), quindi dei Marliani e infine dei Riva Andreotti.
Il paese era storicamente diviso in due parti: Pellio Inferiore, intorno alla chiesa di San Michele, e Pellio Superiore (o Pelsopra), intorno a quella di San Giorgio. Le due chiese, originariamente alle dipendenze della matrice di Castiglione d'Intelvi, furono entrambe elevate al rango di parrocchiale nella prima metà del XVII secolo. Con Maria Teresa d'Austria, le comunità Pellio Superiore e Pellio Inferiore vennero riunite in un unico comune.
A partire dal 1º gennaio 2017, insieme ai comuni di Lanzo d'Intelvi e Ramponio Verna, si è fuso, in seguito a un referendum popolare tenutosi il 20 novembre 2016, nel nuovo comune di Alta Valle Intelvi.

### Simboli
Lo stemma comunale e il gonfalone erano stati concessi con decreto del presidente della Repubblica del 14 aprile 1956.
Il gonfalone era un drappo troncato di verde e di rosso.

## Monumenti e luoghi d'interesse

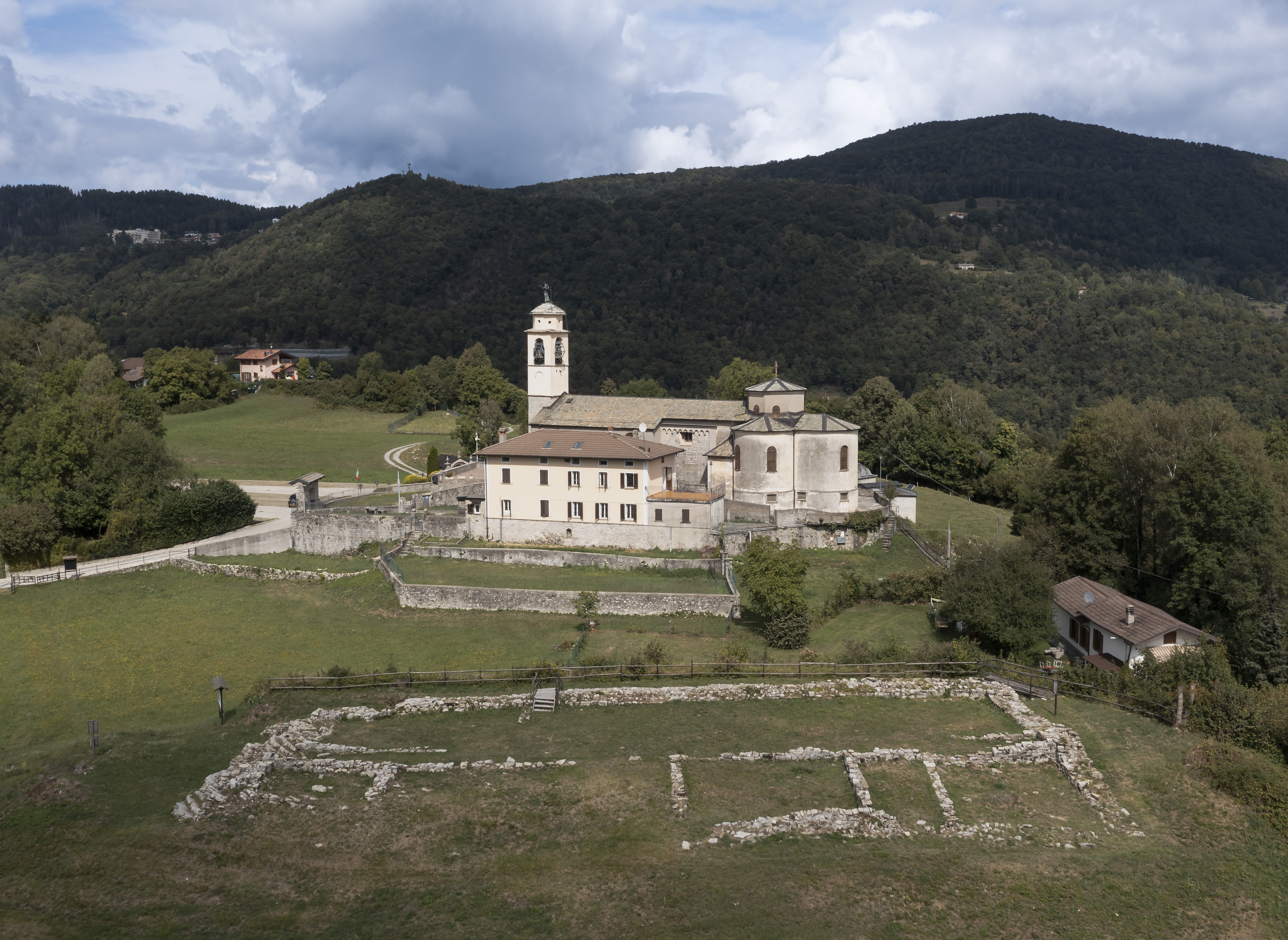
Chiesa di San Giorgio e Resti archeologici X secolo

### Architetture religiose
- Chiesa di San Giorgio[12], attestata già nel 1186[13] e contenente un dipinto di Giovanni Andrea de Magistris[12]. Nata come chiesa in stile romanico, la chiesa fu oggetto di rimaneggiamenti nel 1772 e nel 1830.[7] Della struttura originaria rimangono solo i volumi della facciata e alcuni archetti pensili sulle pareti esterne laterali[7] sul lato destro.[14] Internamente, un tabernacolo della scuola degli scultori Rodari e dipinti Cinquecenteschi, alcuni dei quali attribuiti a Carlo Innocenzo Carloni.[7][14] Al Cinquecento risale un affresco raffigurante una Natività.[14] La sacrestia, decorata in stile rococò, fu affrescata da Pietro Molciani (1769[14]);[7] questi affreschi rappresentano alcune scene della vita del santo titolare della chiesa.[14] La chiesa rappresenta inoltre un santuario dedicato alla Madonna di Caravaggio,[14] annoverato nell'elenco dei santuari e templi votivi della diocesi di Como[15].
- Chiesa di Santa Maria, a Pellio Superiore, risultato di una settecentesca rielaborazione di un precedente edificio religioso cattolico. Internamente, la chiesa ospita resti di affreschi dei secoli XV e XVI.[14]
- Chiesa di San Michele[16], consacrata nel 1610 ma oggetto di numerosi interventi nel corso dei secoli.[7] Al suo interno, oltre a un Trionfo di san Michele di Carlo Scotti e una Presentazione al tempio attribuita a Carlo Innocenzo Carloni, la chiesa ospita un paliotto in scagliola di Ercole Ferrata.[7] Lo stesso scultore si occupò della realizzazione della copertura del battistero.[7] Paolo Caprani fu l'autore del pulpito, mentre Giosuè Scotti il pittore che realizzò gli affreschi della volta.[14] Nella chiesa trova inoltre posto un tabernacolo cinquecentesco.[14]
- Oratorio del Garello[17] (XVII secolo), noto anche come Santa Maria al fiume per via della vicinanza al torrente Telo,[14] edificio religioso nel quale Gian Battista Barberini realizzò le decorazioni a stucco dell'area presbiteriale[14] e della cappella dedicata a san Carlo.[8] A Ercole Ferrata è invece attribuibile la piccola statua che, sulla facciata dell'oratorio, raffigura Gesù in compagnia della Madre.[14]

### Architetture civili e militari
- Villa Calvi, detta anche casa Corti[18], residenza databile al XVII secolo[13]
- Resti di un castello[13]
- Casa Manzoni, a Pellio Superiore, al suo interno ospita una sala decorata a stucco[7]
- Sempre a Pellio Superiore, Casa Molciani Bruni è dotata di affreschi[7]
- Palazzo Ferrata, nel centro storico di Pellio Inferiore, ove Ercole Ferrata aprì la prima farmacia della Val d'Intelvi.[7]
- Sempre a Pellio Inferiore, Casa De Aria, detta "del Bavé", si fa notare per il portone d'ingresso[7]

## Società

Territorio dell'ex comune di Pellio Intelvi nella provincia di Como

### Evoluzione demografica
Abitanti censiti